# Serie A (1940/1941)
Serie A 1940/1941 – 41. edycja najwyższej w hierarchii klasy mistrzostw Włoch w piłce nożnej, organizowanych przez Direttorio Divisioni Superiori, które odbyły się od 6 października 1940 do 4 maja 1941. Mistrzem został Bologna, zdobywając swój szósty tytuł.

## Organizacja
Liczba uczestników pozostała bez zmian (16 drużyn). Atalanta i Livorno awansowali z Serie B. Rozgrywki składały się z meczów, które odbyły się systemem kołowym u siebie i na wyjeździe, w sumie 34 rundy: 2 punkty przyznano za zwycięstwo i po jednym punkcie w przypadku remisu, z możliwą dogrywką, rozstrzygać sytuacje ex aequo w końcowej klasyfikacji.. Zwycięzca rozgrywek ligowych otrzymywał tytuł mistrza Włoch. Dwie ostatnie drużyny spadało do Serie B.

## Drużyny

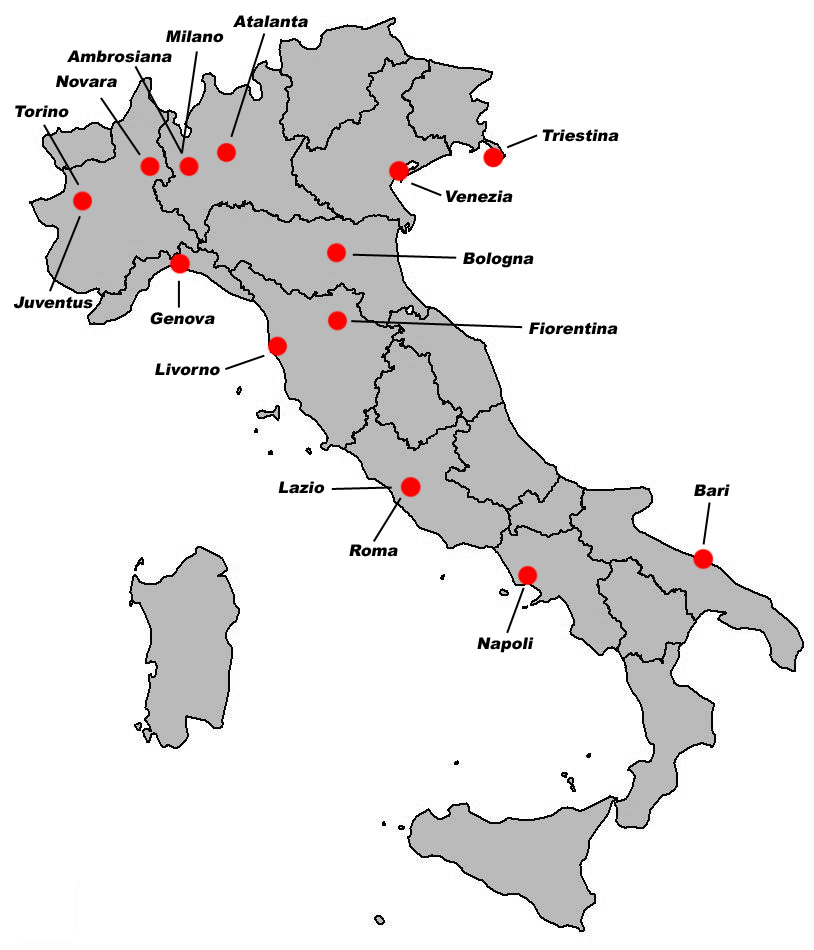
Lokalizacja klubów grających w Serie A

| Uczestnicy poprzedniej edycji                                                                                 | Uczestnicy poprzedniej edycji | Uczestnicy poprzedniej edycji | Uczestnicy poprzedniej edycji |
| --- | ----------------------------- | ----------------------------- | ----------------------------- |
| AMB | Ambrosiana-Inter              | 1                             |                               |
| BAR | Bari                          | 11                            |                               |
| BOL | Bologna                       | 2                             |                               |
| FIO | Fiorentina                    | 13                            |                               |
| GEN | Genova 1893                   | 5                             |                               |
| JUV | Juventus                      | 3                             |                               |
| LAZ | Lazio                         | 4                             |                               |
| MIL | Milano                        | 8                             |                               |
| NAP | Napoli                        | 14                            |                               |
| NOV | Novara                        | 9                             |                               |
| ROM | Roma                          | 7                             |                               |
| TOR | Torino                        | 6                             |                               |
| TRI | Triestina                     | 12                            |                               |
| VEN | Venezia                       | 10                            |                               |
| Awans z Serie B 1939/1940                                                                                     |                               |                               |                               |
| ATA | Atalanta                      | 1                             |                               |
| LIV | Livorno                       | 2                             |                               |
| Oznaczenia: - kolumna pierwsza – skróty nazw drużyn, - kolumna trzecia – miejsce zajęte w poprzednim sezonie. |                               |                               |                               |

## Tabela
| Poz | Klub             | M  | Z  | R  | P  | GZ | GS | +/- | Pkt | Uwagi       |
| --- | ---------------- | -- | -- | -- | -- | -- | -- | --- | --- | ----------- |
| 1.  | Bologna          | 30 | 16 | 7  | 7  | 60 | 37 | +23 | 39  | Mistrzostwo |
| 2.  | Ambrosiana-Inter | 30 | 14 | 7  | 9  | 52 | 42 | +10 | 35  |             |
| 3.  | Milano           | 30 | 12 | 10 | 8  | 55 | 34 | +21 | 34  |             |
| 3.  | Fiorentina       | 30 | 14 | 6  | 10 | 60 | 49 | +11 | 34  |             |
| 5.  | Juventus         | 30 | 12 | 8  | 10 | 50 | 47 | +3  | 32  |             |
| 6.  | Atalanta         | 30 | 11 | 9  | 10 | 45 | 38 | +7  | 31  |             |
| 7.  | Torino           | 30 | 11 | 8  | 11 | 54 | 50 | +4  | 30  |             |
| 7.  | Napoli           | 30 | 11 | 8  | 11 | 41 | 48 | -7  | 30  |             |
| 9.  | Triestina        | 30 | 9  | 11 | 10 | 43 | 39 | +4  | 29  |             |
| 9.  | Genova 1893      | 30 | 10 | 9  | 11 | 46 | 44 | +2  | 29  |             |
| 9.  | Roma             | 30 | 9  | 11 | 10 | 48 | 46 | +2  | 29  |             |
| 9.  | Venezia          | 30 | 8  | 13 | 9  | 39 | 44 | -5  | 29  |             |
| 13. | Livorno          | 30 | 9  | 10 | 11 | 40 | 51 | -11 | 28  |             |
| 14. | Lazio            | 30 | 7  | 13 | 10 | 38 | 42 | -4  | 27  |             |
| 14. | Novara           | 30 | 8  | 11 | 11 | 31 | 38 | -7  | 27  | Spadek      |
| 16. | Bari             | 30 | 5  | 7  | 18 | 31 | 84 | -53 | 17  | Spadek      |

## Wyniki
| Gospodarz \ Gość | AMB | ATA | BAR | BOL | FIO | GEN | JUV | LAZ | LIV | MIL | NAP | NOV | ROM | TOR | TRI | VEN |
| Ambrosiana-Inter |     | 2:1 | 5:0 | 2:1 | 0:2 | 4:0 | 2:1 | 1:1 | 3:0 | 2:2 | 1:0 | 0:0 | 5:1 | 0:2 | 1:1 | 4:2 |
| Atalanta         | 1:3 |     | 4:0 | 2:0 | 0:0 | 1:1 | 3:0 | 2:0 | 2:1 | 2:1 | 4:0 | 2:0 | 0:0 | 0:1 | 2:0 | 3:1 |
| Bari             | 0:0 | 2:2 |     | 1:0 | 1:0 | 1:1 | 3:5 | 1:2 | 1:1 | 1:3 | 0:4 | 1:2 | 2:2 | 1:0 | 0:3 | 3:2 |
| Bologna          | 5:0 | 1:0 | 5:1 |     | 5:3 | 4:1 | 1:0 | 2:2 | 4:0 | 4:2 | 3:0 | 3:0 | 2:1 | 3:0 | 2:0 | 1:1 |
| Fiorentina       | 2:1 | 1:1 | 4:0 | 3:0 |     | 4:3 | 5:0 | 2:1 | 6:2 | 2:3 | 1:2 | 2:2 | 1:1 | 2:1 | 6:3 | 2:1 |
| Genova 1893      | 2:0 | 2:0 | 6:1 | 0:1 | 0:1 |     | 2:0 | 2:2 | 3:0 | 1:1 | 1:2 | 1:1 | 0:0 | 4:0 | 2:1 | 1:0 |
| Juventus         | 2:0 | 3:1 | 5:1 | 3:1 | 2:3 | 2:0 |     | 3:2 | 2:1 | 1:2 | 0:0 | 3:0 | 3:1 | 2:1 | 1:1 | 2:2 |
| Lazio            | 2:4 | 1:1 | 2:2 | 2:4 | 4:1 | 0:1 | 2:2 |     | 1:0 | 0:0 | 1:1 | 0:0 | 2:0 | 0:2 | 2:1 | 4:1 |
| Livorno          | 1:1 | 3:1 | 1:0 | 2:2 | 1:1 | 2:2 | 1:0 | 2:1 |     | 1:0 | 1:1 | 1:1 | 6:1 | 0:1 | 2:1 | 3:1 |
| Milano           | 0:1 | 0:3 | 5:0 | 5:1 | 3:1 | 1:1 | 2:2 | 3:0 | 5:0 |     | 4:0 | 2:0 | 1:3 | 1:1 | 1:1 | 0:0 |
| Napoli           | 0:1 | 4:1 | 3:1 | 4:4 | 0:2 | 1:0 | 2:2 | 0:2 | 1:2 | 3:2 |     | 2:0 | 2:1 | 2:1 | 1:0 | 1:1 |
| Novara           | 2:4 | 5:1 | 4:0 | 0:1 | 2:0 | 2:1 | 1:2 | 0:0 | 0:0 | 2:0 | 1:0 |     | 1:1 | 1:1 | 0:0 | 0:0 |
| Roma             | 3:0 | 1:0 | 6:2 | 1:1 | 1:1 | 3:0 | 3:0 | 1:1 | 3:1 | 1:2 | 2:2 | 1:3 |     | 4:1 | 0:0 | 5:2 |
| Torino           | 5:5 | 1:1 | 4:0 | 0:0 | 6:2 | 3:6 | 2:0 | 1:1 | 5:2 | 0:4 | 6:2 | 5:1 | 0:0 |     | 2:1 | 0:2 |
| Triestina        | 2:0 | 3:3 | 2:4 | 0:0 | 1:0 | 6:2 | 1:1 | 0:0 | 1:1 | 0:0 | 2:0 | 1:0 | 4:1 | 1:0 |     | 3:1 |
| Venezia          | 1:0 | 1:1 | 1:1 | 1:0 | 2:1 | 0:0 | 1:1 | 2:0 | 2:2 | 0:0 | 1:1 | 3:0 | 1:0 | 2:2 | 4:3 |     |

Źródło: Almanacco Illustrato del Calcio - La Storia 1898-2004, Panini Edizioni, Modena, September 2005
Objaśnienia:
1Drużyna gospodarzy jest wymieniona po lewej stronie tabeli.
2 Zadecydowane przez FIGC.
Kolory: zielony – zwycięstwo gospodarzy, żółty – remis, różowy – zwycięstwo gości.

## Najlepsi strzelcy
| Bramki | Strzelcy         | Drużyna    |
| ------ | ---------------- | ---------- |
| 22 (1) | Ettore Puricelli | Bologna    |
| 18 (7) | Romeo Menti      | Fiorentina |
| 18     | Amedeo Amadei    | Roma       |
| 17 (2) | Carlo Reguzzoni  | Bologna    |

## Skład mistrzów
| Zwycięzca Serie A 1940/41 |
| ------------------------- |
| Bologna 6 Tytuł           |

| formacja                                                                                            | Piłkarz (liczba meczów) |
| --------------------------------------------------------------------------------------------------- | --- |
| P. Ferrari Mario Pagotto Ricci Maini Andreolo Marchese Sansone Andreoli Biavati Reguzzoni Puricelli | Pietro Ferrari (25) |
| P. Ferrari Mario Pagotto Ricci Maini Andreolo Marchese Sansone Andreoli Biavati Reguzzoni Puricelli | Mario Pagotto (29) |
| P. Ferrari Mario Pagotto Ricci Maini Andreolo Marchese Sansone Andreoli Biavati Reguzzoni Puricelli | Secondo Ricci (26) |
| P. Ferrari Mario Pagotto Ricci Maini Andreolo Marchese Sansone Andreoli Biavati Reguzzoni Puricelli | Bruno Maini (13) |
| P. Ferrari Mario Pagotto Ricci Maini Andreolo Marchese Sansone Andreoli Biavati Reguzzoni Puricelli | Michele Andreolo (20) |
| P. Ferrari Mario Pagotto Ricci Maini Andreolo Marchese Sansone Andreoli Biavati Reguzzoni Puricelli | Aurelio Marchese (27) |
| P. Ferrari Mario Pagotto Ricci Maini Andreolo Marchese Sansone Andreoli Biavati Reguzzoni Puricelli | Raffaele Sansone (22) |
| P. Ferrari Mario Pagotto Ricci Maini Andreolo Marchese Sansone Andreoli Biavati Reguzzoni Puricelli | Piero Andreoli (22) |
| P. Ferrari Mario Pagotto Ricci Maini Andreolo Marchese Sansone Andreoli Biavati Reguzzoni Puricelli | Amedeo Biavati (30) |
| P. Ferrari Mario Pagotto Ricci Maini Andreolo Marchese Sansone Andreoli Biavati Reguzzoni Puricelli | Carlo Reguzzoni (30) |
| P. Ferrari Mario Pagotto Ricci Maini Andreolo Marchese Sansone Andreoli Biavati Reguzzoni Puricelli | Héctor Puricelli (27) |
| P. Ferrari Mario Pagotto Ricci Maini Andreolo Marchese Sansone Andreoli Biavati Reguzzoni Puricelli | Pozostałe piłkarze: Glauco Vanz (5), Dino Fiorini (15), Arturo Boniforti (I) (10), Mario Montesanto (4), Giordano Corsi (4), Narciso Benetti (2), Tolmino Casadio (1), Giovanni Ferrari (16), Mario Sdraulig (2). |